# Anuropus novaezealandiae
Anuropus novaezealandiae är en kräftdjursart som beskrevs av Jansen 1981. Anuropus novaezealandiae ingår i släktet Anuropus och familjen Anuropidae. Inga underarter finns listade i Catalogue of Life.